# Sportåret 1953

## Händelser

### Idrott och samhälle
- Pato blir officiell nationalsport i Argentina

### Amerikansk fotboll
- Detroit Lions besegrar Cleveland Browns med 17 - 7 i NFL-finalen.

### Bandy
- 1 mars - Edsbyns IF blir svenska mästare genom att i finalen på Stockholms stadion besegra Nässjö IF med 4–4 och 5–1 i omspel.[1][2]

### Baseboll
- 5 oktober - American League-mästarna New York Yankees vinner World Series med 4-2 i matcher över National League-mästarna Brooklyn Dodgers.[3]

### Basket
- 22 mars - USA blir damvärldsmästare i Santiago de Chile före Chile och Frankrike.[4]
- 10 april - Minneapolis Lakers vinner NBA-finalserien mot New York Knicks.[5]
- 4 juni - Sovjet vinner herrarnas Europamästerskap i Moskva före Ungern och Frankrike.[6]

### Bordtennis

#### VM
- Lag, herrar – Storbritannien
- Lag, damer – Rumänien
- Herrsingel – Ferenc Sidó, Ungern
- Damsingel – Angelica Rozeanu, Rumänien

### Boxning
- Rocky Marciano besegrar i en titelmatch Roland La Starza och försvarar därmed världsmästartiteln i tungvikt.

### Brottning
- Bertil Antonsson blir världsmästare i grekisk-romersk stil, tungvikt.

### Cykel
- Fausto Coppi, Italien vinner Giro d'Italia
- Louison Bobet, Frankrike vinner Tour de France
- Vuelta a España kördes inte detta år.
- Linjeloppet i VM vinns av Fausto Coppi, Italien

### Fotboll
- 1 april – Brasilien vinner sydamerikanska mästerskapet genom i finalen besegra Paraguay med 3-2 i Lima.[7]
- 11 april - Singapore spelar sin första officiella landskamp i fotboll, då man i Singapore faller med 2-3 mot Sydkorea.[8]
- 2 maj - Blackpool FC vinner FA-cupfinalen mot Bolton Wanderers med 4-3 på Wembley Stadium.[9]
- 26 juli – Malmö FF vinner Svenska cupen genom att finalslå IFK Norrköping med 3-2 i Solna.[10]
- 25 november - England förlorar för första gången på hemmaplan mot icke-brittiskt motstånd, 3–6 mot Ungern på Wembley.[11][12]
- Okänt datum – Copa del Rey vinns av FC Barcelona
- Okänt datum – Franska cupen vinns av Lille OSC
- Okänt datum – Skotska cupen vinns av Rangers FC efter omspel.

#### Ligasegrare / resp. lands mästare
- Belgien – Standard Liège
- Danmark – Kjøbenhavns Boldklub
- England - Arsenal FC
- Frankrike - Stade de Reims
- Italien - Inter
- Nederländerna – RCH Haarlem
- Spanien - FC Barcelona
- Skottland - Rangers
- Sverige - Malmö FF
- Västtyskland - 1. FC Kaiserslautern

### Friidrott
- 31 december - Emil Zátopek, Tjeckoslovakien vinner Sylvesterloppet i São Paulo.[13]
- Keizo Yamada, Japan vinner Boston Marathon.[14]

#### Världsrekord

##### Herrar
- 10 000 m – Emil Zatopek, Tjecoslovakien 29.01,6 i Stara Boleslav
- Maraton – Jim Peters, Storbritannien 2:18.40 i Cheswick
- Maraton – Jim Peters, Storbritannien 2:18.34 i Åbo
- 400 m häck – Jurij Litujev, Sovjetunionen 50,4 i Budapest
- 4 x 400 m – Jamaica 3.03,9 i Helsingfors
- Gång (50 km) – John Mikaelsson, Sverige sätter nytt världsrekord i Fristad
- Höjd – Walter Davis, USA 2,12 i Dayton
- Tresteg – Leonid Serbakov, Sovjetunionen 16,23 i Moskva
- Kula – Parry O’Brien, USA 18,00 i Fresno
- Kula – Parry O’Brien, USA 18,04 i Compton[förtydliga]
- Diskus – Sam Iness, USA 57,93 i Lincoln
- Diskus – Fortune Gordien, USA 57,93 i Pasadena
- Diskus – Fortune Gordien, USA 58,10 i Pasadena
- Slägga – Sverre Strandli, Norge  62,36 i Oslo
- Spjut – Bud Held, USA 80,41 i Pasadena

##### Damer
- 400 m – Ursula Jurewitz, DDR 55,7 i Berlin
- 800 m – Nina Pletniova-Otkalenko, Sovjetunionen 2.08,2 i Moskva
- 800 m – Nina Pletniova-Otkalenko, Sovjetunionen 2.07,3 i Moskva
- Kula – Galina Zybina, Sovjetunionen 16,18 i Leningrad
- Kula – Galina Zybina, Sovjetunionen 16,20 i Malmö

### Golf

#### Herrar

##### Ryder Cup
- USA besegrar Storbritannien med 6½ - 5½
- Mest vunna vinstpengar på PGA-touren: Lew Worsham med $34 002

##### Majorstävlingar
- The Masters vinns av Ben Hogan, USA
- US Open vinns av Ben Hogan, USA
- British Open vinns av Ben Hogan, Sydafrika
- PGA Championship vinns av Walter Burkemo, USA

#### Damer
- US Womens Open - Betsy Rawls, USA

### Handboll
- IFK Kristianstad vinner SM-guld.

### Ishockey
- 13 februari - Södertälje SK blir svenska mästare, vilka besegrar Hammarby IF i två matcher med 2-2 respektive 5-1.[15]
- 15 mars - Världsmästerskapet spelas i Basel och Zürich, när Sverige vinner turneringen för första gången.[16]
- 16 april - Stanley Cup vinns av Montreal Canadians, som besegrar Boston Bruins med 4 matcher mot 1 i slutspelet.[17]

### Konståkning

#### VM
- Herrar - Hayes Alan Jenkins, USA.
- Damer - Tenley Albright, USA.
- Paråkning - Jennifer Nicks & John Nicks, Storbritannien

#### EM
- Herrar; Carlo Fassi, Italien
- Damer – Valda Osborn, Storbritannien
- Paråkning – Jennifer Nicks & John Nicks, Storbritannien

### Motorsport

#### Formel 1
- 13 september -  FIA-världsmästerskapet vinns av Alberto Ascari från Italien i en Ferrari.

#### Sportvagnsracing
- Den italienska biltillverkaren Ferrari vinner den första säsongen av sportvagns-VM.
- Britterna Tony Rolt och Duncan Hamilton vinner Le Mans 24-timmars med en Jaguar C-type.

### Skidor, alpina grenar

#### Herrar

##### SM
- Slalom vinns av Hans Olofsson, Tärna IK Fjällvinden. Lagtävlingen vinns av Åre SLK.
- Storslalom vinns av Hans Olofsson, Tärna IK Fjällvinden. Lagtävlingen vinns av Tärna IK Fjällvinden.
- Störtlopp vinns av Stig Sollander, Östersund-Frösö SK. Lagtävlingen vinns av Åre SLK

#### Damer

##### SM
- Slalom vinns av Ingrid Englund, Sundsvalls SLK.
- Storslalom vinns av Ingrid Englund, Sundsvalls SLK.
- Störtlopp vinns av Ingrid Englund, Sundsvalls SLK.

### Skidor, nordiska grenar
- 1 januari - Erling Kroker, Norge vinner nyårsbackhoppningen i Garmisch-Partenkirchen före Josef Brazl, Österrike och Asgeir Doelplads, Norge.[18]

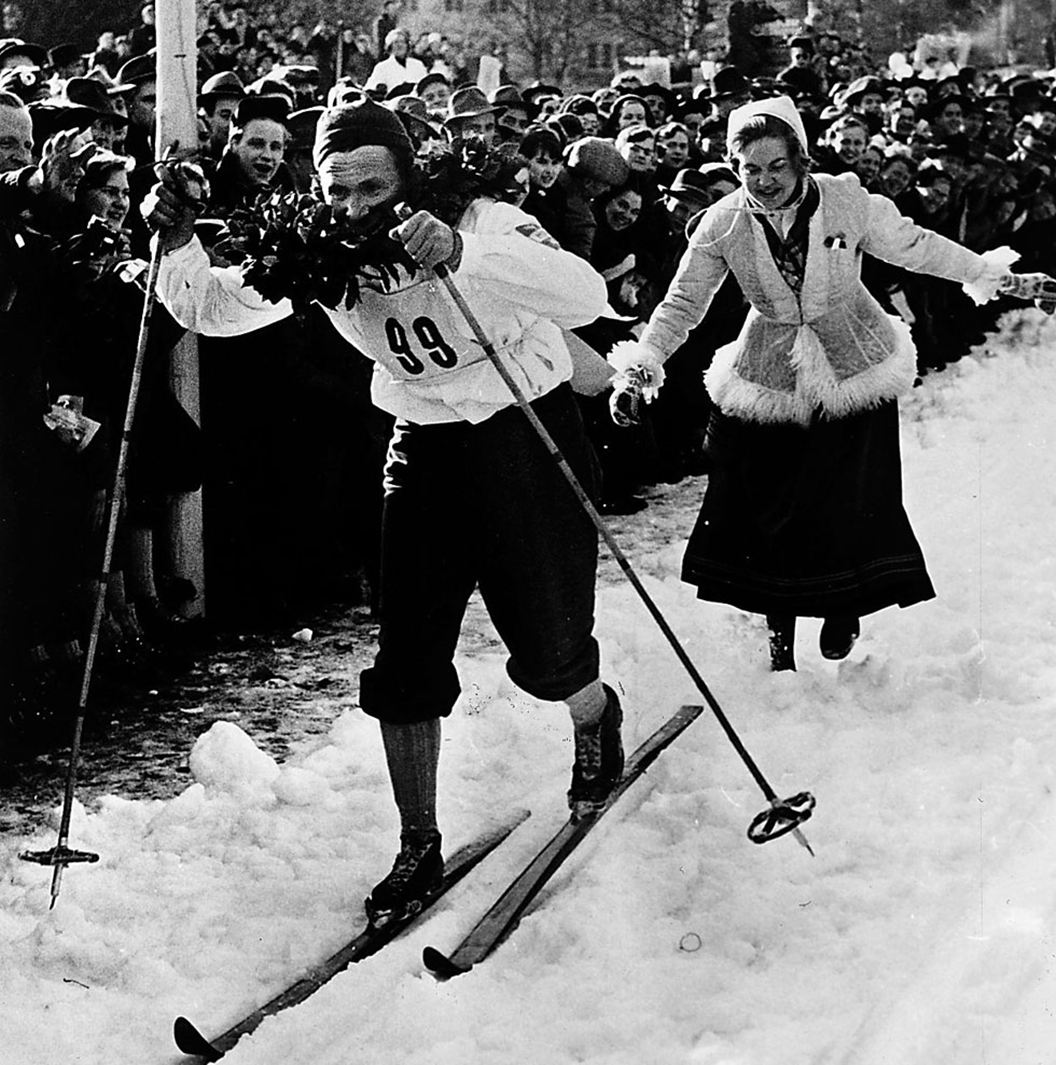
Nils Karlsson vinner Vasaloppet.

- 1 mars - Nils Karlsson, IFK Mora vinner Vasaloppet.[19]

#### Herrar

##### SM
- 15 km vinns av Nils Karlsson, IFK Mora. Lagtävlingen vinns av IFK Mora.
- 30 km vinns av Åke Lundberg, Skellefteå SK. Lagtävlingen vinns av Skellefteå SK.
- 50 km vinns av Curt Löfgren, Hällefors SK. Lagtävlingen vinns av Lima IF.
- Stafett 3 x 10 km vinns av IFK Mora med laget Gunnar Larsson , Sune Larsson och Per Erik Larsson.
- Backhoppning vinns av Bror Östman, IF Friska Viljor Lagtävlingen vinns av Kubikenborgs IF.
- Nordisk kombination vinns av Bengt Eriksson, Malungs IF, Lagtävlingen vinns av Vännäs AIK.

#### Damer

##### SM
- 10 km vinns av Sonja Edström, Luleå SK. Lagtävlingen vinns av Selångers SK.
- Stafett 3 x 7 km vinns av Arvidsjaurs IF med laget Hildur Vesterlund, Inga-Britt Löfmark och Gunnel Israelsson.

### Skridskor

#### VM

##### Herrar
- - 500 m
- 1 Toivo Salonen, Finland – 43,1
- 2 Boris Sjilkov, Sovjetunionen – 43,5
- 3 Valentin Tjajkin, Sovjetunionen  – 44,0
  - 1 500 m
- 1 Boris Sjilkov, Sovjetunionen – 2.18,1
- 2 Oleg Gontjarenko, Sovjetunionen – 2.19,0
- 3 Wim van der Voort, Nederländerna – 2.19,1
  - 5 000 m
- 1 Oleg Gontjarenko, Sovjetunionen – 8. 26,0
- 2 Wim van der Voort, Nederländerna – 8.27,0
- 3 Anton Huiskes, Nederländerna – 8.29,2
  - 10 000 m
- 1 Oleg Gontjarenko, Sovjetunionen – 17.33,3
- 2 Kees Broekman, Nederländerna – 17.29,9
- 3 Anton Huiskes, Nederländerna – 17.30,1
  - Sammanlagt
- 1 Oleg Gontjarenko, Sovjetunionen – 193,143
- 2 Boris Sjilkov, Sovjetunionen – 194,508
- 3 Wim van der Voort, Nederländerna – 192,522

##### Damer
- - 500 m
- 1 Rimma Zjukova, Sovjetunionen – 48,3
- 2 Sofia Kondakova, Sovjetunionen – 48,6
- 3 Olga Akifijeva, Sovjetunionen – 48,7
  - 1 000 m
- 1 1 Rimma Zjukova, Sovjetunionen – 1.43,0
- 2 Chalida Sjtjegolejeva, Sovjetunionen – 1.44,1
- 3 Lidia Selichova, Sovjetunionen – 1.44,5
  - 3 000 m
- 1 Chalida Sjtjegolejeva, Sovjetunionen – 5.25,8
- 2 Rimma Zjukova, Sovjetunionen – 5.28,4
- 3 Eevi Huttunen, Finland – 5.29,9
  - 5 000 m
- 1 Eevi Huttunen, Finland – 9.06,1
- 2 Chalida Sjtjegolejeva, Sovjetunionen – 9.08,4
- 3 Rimma Zjukova, Sovjetunionen – 9.14,2
  - Sammanlagt
- 1 Chalida Sjtjegolejeva, Sovjetunionen – 207,640
- 2 Rimma Zjukova, Sovjetunionen  – 207,713
- 3 Lidia Selichova, Sovjetunionen – 209,797

### Tennis

#### Herrar

##### Davis Cup
- 31 december - Australien vinner Davis Cup genom att finalbesegra USA med 3-2 i Melbourne.[20]

##### Tennisens Grand Slam
- Australiska öppna - Ken Rosewall, Australien
- Franska öppna - Ken Rosewall, Australien
- Wimbledon - Vic Seixas, USA
- US Open - Tony Trabert, USA

#### Damer

##### Tennisens Grand Slam
- Australiska öppna - Maureen Connolly, USA
- Franska öppna - Maureen Connolly, USA
- Wimbledon - Maureen Connolly, USA
- US Open - Maureen Connolly, USA

### Travsport
- Travderbyt körs på  Solvalla travbana i  Stockholm. Segrare blir den svenska hingsten   Gay Noon  (SE)  e. Big Noon  (SE) – Nancy Gay  (SE) e Guardsman  (US) Kilometertid: 1.23,0   Körsven:  Gunnar Nordin
- Travkriteriet vinns av den svenska hingsten   Codex (SE) e. Locomotive (US) – Delight (SE) e Prologue (US). Kilometertid:1.26,8   Körsven:  Sören Nordin

### Volleyboll
- 5 augusti - Norge spelar i Bukarest sina första herrlandskamper i volleyboll på såväl herr som damsidan, och båda slutar i förlust. Herrarna förlorar mot Kina[21] medan damerna får se sig besegrade av Frankrike.[22]

## Evenemang
- VM i bordtennis anordnas i Bukarest, Rumänien
- VM i cykelsport anordnas i Lugano, Schweiz
- VM i hastighetsåkning på skridskor, herrar anordnas i Helsingfors, Finland
- VM i hastighetsåkning på skridskor, damer anordnas i Lillehammer, Norge
- VM i konståkning anordnas i Davos, Schweiz.
- EM i konståkning anordnas i Dortmund, Västtyskland.

## Födda
- 5 januari - Dwight Muhammad Qawi, amerikansk boxare.
- 7 januari - Dieter Hoeness, tysk fotbollsspelare och -tränare.
- 10 januari - Guido Kratschmer, tysk friidrottare.
- 27 januari – Göran Flodström, svensk fäktare
- 4 februari - Benno Magnusson, svensk fotbollsspelare.
- 14 februari - Hans Krankl, österrikisk fotbollsspelare.
- 1 mars - Rolf Danneberg, tysk friidrottare.
- 3 mars - Zico, brasiliansk fotbollsspelare.
- 27 mars - Annemarie Moser-Pröll, österrikisk alpin skidåkare.
- 18 april – Bernt Johansson, svensk cyklist, OS-guld
- 19 april - Sara Simeoni, italiensk friidrottare.
- 6 maj - Graeme Souness, skotsk fotbollsspelare och -tränare.
- 22 maj - Anders Grönhagen, svensk fotbollsspelare och -tränare
- 25 maj - Gaetano Scirea, italiensk fotbollsspelare.
- 21 juni - Gábor Gergely, ungersk bordtennisspelare.
- 26 juli - Felix Magath, tysk fotbollsspelare, mittfältare, tränare.
- 8 augusti - Nigel Mansell, brittisk racerförare
- 27 september - Claudio Gentile, italiensk fotbollsspelare.
- 1 oktober - Grete Waitz, norsk friidrottare.
- 16 oktober - Paulo Roberto Falcão, brasiliansk fotbollsspelare.
- 28 november - Nadesjda Olisarenko, rysk friidrottare.
- 3 december - Franz Klammer, österrikisk alpin skidåkare.
- 4 december - Jean-Marie Pfaff, belgisk fotbollsspelare.
- 8 december - Władysław Kozakiewicz, polsk friidrottare.

## Avlidna
- 3 mars - James J. Jeffries, 77, amerikansk tungviktsboxare.
- 28 mars - Jim Thorpe, 65, amerikansk friidrottare, OS-guld 1912.
- 1 juni - Alex James, 51, skotsk fotbollsspelare.
- 5 juni - Bill Tilden, 60, amerikansk tennisspelare.
- 11 augusti - Tazio Nuvolari, 60, italiensk racerförare.

### Fotnoter
1. ↑  Erik Jonsson (18 mars 1951). ”1950–1959”. Svenska Bandyförbundet. Arkiverad från originalet den 17 mars 2020. https://web.archive.org/web/20200317215225/https://www.svenskbandy.se/BANDYFINALEN/HISTORIK/Svenskamastare/Herrar/1950-1959. Läst 18 mars 2020.
2. ↑  ”Edsbyns finalhistoria”. Edsbyns IF. 19 mars 2004. Arkiverad från originalet den 25 maj 2012. https://archive.is/20120525061618/http://www.svenskamastarna.se/news.asp?sectionID=22&itemID=214. Läst 2 september 2011.
3. ↑  ”1953 World Series” (på engelska). Baseball-Reference.com. http://www.baseball-reference.com/postseason/1953_WS.shtml. Läst 14 juli 2015.
4. ↑  ”Sport Statistics”. Arkiverad från originalet den 20 maj 2009. https://www.webcitation.org/5gujTBOnX?url=http://todor66.com/basketball/World/Women_1953.html. Läst 24 augusti 2011.
5. ↑  ”Basketball Reference”. http://www.basketball-reference.com/leagues/NBA_1953_games.html. Läst 25 augusti 2011.
6. ↑  ”Sport Statistics”. Arkiverad från originalet den 18 juni 2011. https://web.archive.org/web/20110618003712/http://www.todor66.com/basketball/Europe/Men_1953.html. Läst 24 augusti 2011.
7. ↑  ”South American Championship 1953”. http://www.rsssf.com/tables/53safull.html. Läst 16 augusti 2011.
8. ↑  ”Singapore International Matches” (på engelska). RSSSF. http://www.rsssf.com/tabless/sing-intres.html. Läst 20 augusti 2011.
9. ↑  ”England FA Challenge Cup 1952/1953” (på engelska). RSSSF. http://www.rsssf.com/tablese/engcup1953.html. Läst 19 augusti 2012.
10. ↑  Jimmy Lindahl (11 mars 2005). ”Svenska cupen – finalmatcher”. Bolletinen. http://www.bolletinen.se/sfs/pdf/stat_h_allsvens_1941_2005_stat_herr_cupen_finalmatcher.pdf. Läst 21 augusti 2012.
11. ↑  ”England - International Results” (på engelska). RSSSF. http://www.rsssf.com/tablese/eng-intres.html. Läst 12 augusti 2011.
12. ↑  Lasse Sandlin (25 november 2003). ”Den ungerska revolten” (på svenska). Sportbladet. https://www.aftonbladet.se/sportbladet/fotboll/a/m6QVa4/den-ungerska-revolten. Läst 22 mars 2020.
13. ↑  ”1950” (på portugisiska). Sylvesterloppet. Arkiverad från originalet den 1 mars 2014. https://web.archive.org/web/20140301035933/http://www.saosilvestre.com.br/1950. Läst 19 augusti 2012.
14. ↑  ”Boston Marathon”. Arkiverad från originalet den 27 april 2015. https://web.archive.org/web/20150427035419/http://www.baa.org/races/boston-marathon/boston-marathon-history/past-champions/past-mens-open-champions.aspx. Läst 9 april 2011.
15. ↑  ”Championnat de Suède 1952/53” (på franska). Hockey Archives. 13 februari 1953. https://www.hockeyarchives.info/Suede1953.htm. Läst 15 augusti 2011.
16. ↑  ”Championnats du monde 1953” (på franska). Hockey Archives. 15 mars 1953. https://www.hockeyarchives.info/mondial1953.htm. Läst 15 augusti 2011.
17. ↑  ”NHL 1952/53” (på franska). Hockey Archives. https://www.hockeyarchives.info/NHL1953.htm. Läst 23 mars 2020.
18. ↑  ”FIS Ski Results” (på engelska). FIS. https://data.fis-ski.com/dynamic/results.html?sector=JP&raceid=849. Läst 19 augusti 2012.
19. ↑  ”Historiska segrare”. Vasaloppet. Arkiverad från originalet den 22 mars 2020. https://web.archive.org/web/20200322121012/https://www.vasaloppet.se/wp-content/uploads/sites/1/2019/09/historiska_segrare_vasaloppet_sve_2019-09-18.pdf. Läst 5 september 2011.
20. ↑  ”Davis Cup”. http://www.daviscup.com/en/results/tie/details.aspx?tieId=10000736. Läst 20 augusti 2011.
21. ↑  ”Norges Volleyballforbund”. Arkiverad från originalet den 25 maj 2012. https://archive.is/20120525070758/http://www.volleyball.no/Volleyball/Sider/NVBF0311Resultatermenn1953-1979.aspx. Läst 20 augusti 2011.
22. ↑  ”Norges Volleyballforbund”. Arkiverad från originalet den 25 maj 2012. https://archive.is/20120525070758/http://www.volleyball.no/Volleyball/Sider/NVBF0311Resultaterkvinner1953-1979.aspx. Läst 20 augusti 2011.